# Acanthoscurria rhodothele
Acanthoscurria rhodothele là một loài nhện trong họ Theraphosidae.
Loài này thuộc chi Acanthoscurria. Acanthoscurria rhodothele được Cândido Firmino de Mello-Leitão miêu tả năm 1923.